# Nie z tego świata (serial telewizyjny 2005)
Nie z tego świata (ang. Supernatural) – amerykański serial z gatunku dark fantasy, stworzony przez Erica Kripkego, wyemitowany po raz pierwszy 13 września 2005 roku przez amerykańską telewizję The WB (od drugiego sezonu przez stację The CW). W Polsce prawa do emisji serialu kupił TVN, który w lipcu 2010 zakończył emisję na 4 serii. Serial Nie z tego świata wyprodukowała firma Warner Bros. Television we współpracy z Wonderland Sound and Vision. Producentami wykonawczymi serii są Eric Kripke, Joseph McGinty Nichol oraz Robert Singer. W międzyczasie funkcję tę pełniła również Sera Gamble (w latach 2010–2012), która od ósmego sezonu została zastąpiona przez Jeremy’ego Carvera oraz Kim Manners, który zmarł w trakcie produkcji czwartego sezonu.
Serial kręcony jest w Vancouver oraz w Kolumbii Brytyjskiej. Pilot serialu został obejrzany przez ponad 5 milionów widzów, a wyniki oglądalności pierwszych czterech odcinków skłoniły telewizję The WB do zlecenia produkcji pełnego sezonu. Pierwotnie Kripke rozplanował serial na trzy sezony, lecz ostatecznie fabuła została rozszerzona do pięciu. Seria piąta była emitowana od 10 września 2009 do 13 maja 2010 i zawiera konkluzję do wszystkich głównych wątków serialu. Jednakże stacja telewizyjna, związku z popularnością serialu oficjalnie wydłużyła serial do 6 sezonu i kolejnych.
Dnia 11 stycznia 2015 roku stacja The CW ogłosiła przedłużenie serialu o 11. sezon, a 11 marca 2016 roku ogłosiła przedłużenie o kolejny, 12. sezon. Z kolei 31 stycznia 2019 roku potwierdzono produkcję piętnastego sezonu, który zgodnie z decyzją ogłoszoną 22 marca 2019 r. będzie finałowym.

## Produkcja i emisje
Pomysłodawcą serialu jest Eric Kripke, który w zamierzeniach miał kręcić serial o reporterze, podróżującym po Stanach Zjednoczonych opisując zjawiska paranormalne i nadprzyrodzone. Producenci jednak byli sceptyczni co do tego pomysłu; uznali, że trzeba czegoś więcej. Kripke wpadł więc na pomysł stworzenia historii o braciach walczących ze złem. Ta wersja spodobała się producentom i stworzono serial organizując casting. Premiera pierwszego odcinka odbyła się 15 sierpnia 2005, natomiast odcinek finałowy sezonu: 4 maja 2006. Od 28 sierpnia 2006 do 17 maja 2007 emitowano w Stanach Zjednoczonych drugi sezon. Premiera trzeciego sezonu odbyła się 4 października 2007. Początkowo serial emitowany był przez stację The WB. 24 stycznia 2006 połączyła się ona z UPN i utworzyła The CW. Serial niezmiennie emitowany był przez stację The CW w każdy czwartek o godzinie 8 czasu centralnego. W 2010 roku nastąpiło przeniesienie emisji 6 sezonu na piątek na godzinę 9 czasu centralnego, również sezon 7 był emitowany w piątki. Natomiast w 2012 roku zdecydowano, że serial zostanie przeniesiony na środę na godzinę 9 czasu centralnego.
W Polsce prawa do emisji serialu wykupiła stacja TVN. Tytuł serialu Supernatural został przetłumaczony na Nie z tego świata. Emisja pierwszego sezonu serialu w Polsce rozpoczęła się 20 listopada 2006 roku w poniedziałek o godzinie 22:35 oraz po wielu przejściach (niespodziewane zmiany pory emisji oraz niezapowiadane przerwy) stacja TVN wyemitowała 10 września 2007 roku finał pierwszego sezonu. Natomiast emisję drugiego sezonu 6 września 2007 roku (4 dni przed zakończeniem emisji pierwszego sezonu w stacji TVN) rozpoczęła stacja TVN 7.

## Opis serialu
Akcja serialu zaczyna się ponad dwadzieścia lat temu, gdy spokój szczęśliwej, amerykańskiej rodziny z Kansas zostaje zakłócony. Żona i matka dwóch synów niespodziewanie ginie w niewyjaśnionych okolicznościach, a świadek niesamowitego zdarzenia, jej mąż John Winchester, w panice ucieka wraz ze swoimi dziećmi – Deanem i Samem – z płonącego domu. John postanawia zgłębić sprawę śmierci żony na własną rękę, szukając odpowiedzi w zjawiskach paranormalnych i poznając innych podobnych jemu, żądnych zemsty ludzi.

### Pilot
W pierwszym, pilotażowym odcinku, poznajemy dorosłego już Sama. W jego domu pojawia się starszy brat – Dean, razem wyruszają na poszukiwanie ojca, gdyż okazuje się, że John zniknął wiele dni temu i nie daje znaków życia. W trakcie poszukiwać znajdują ducha i rozprawiają się z nim. Wracają do domu Sama, gdzie jego dziewczyna ginie sposób identyczny, co jego matka. On zaś decyduje się kontynuować wraz z bratem poszukiwanie ojca.

### Pierwszy sezon
Pierwszy sezon to skupia się na próbie odnalezienia ojca przez braci Winchesterów. Okazuje się, że rzeczy, o których mówił im ojciec przez lata ich młodości, są prawdziwe i w czasie podróży jego śladami bracia trafiają na przeróżne nadprzyrodzone formy bytu, często zmuszeni są podjąć się walki z nimi na własną rękę, organizując tzw. „Łowy”. Sam zaczyna miewać dziwne, prorocze sny oraz okazuje szczątkowe zdolności telekinetyczne. Pod koniec serii braci odnajduje ich ojciec, który wpadł wreszcie na wiarygodny trop zabójcy swojej żony oraz dziewczyny Sama. Okazuje się, że za tymi i innymi podobnymi zdarzeniami stoi potężny, żółtooki demon Azazel, którego może uśmiercić jedynie Colt – broń wytworzona niegdyś przez jednego z łowców. Niestety demon ucieka z potrzasku a John, Sam i Dean wylatują z drogi przez ciężarówkę prowadzoną przez demona.

### Drugi sezon
Drugi sezon zaczyna się w klinice, gdzie Dean przeżywa śmierć kliniczną i poznaje kostuchę. Okazuje się, że Dean musi podjąć decyzję – odejdzie lub zostanie jako duch i z czasem przeistoczy się w coś, na co od zawsze polowali. Zrozpaczony ojciec przywołuje w piwnicy Azazela i zawiera z nim pakt: za życie Deana ofiaruje swoją duszę oraz ich jedyną nadzieję na zabicie Żółtookiego demona – Colta, wraz z ostatnim nabojem. Pakt został przypieczętowany i parę minut po cudownym ozdrowieniu Deana, John umiera o godzinie 10:41. Zrozpaczeni bracia palą ciało swojego ojca oraz postanawiają dalej tropić potężnego demona. Bracia natykają się na kilka przypadków ludzi obdarzonych nadprzyrodzonymi mocami podobnymi do ciągle nasilającego się „daru” Sama. Rodzice większości tych „cudownych dzieci” zginęli w pożarze podobnym do tego, który zabrał matkę Winchesterów. Finał drugiej serii ma miejsce w opuszczonej osadzie, gdzie w tajemniczych okolicznościach trafia Sam. Spotyka tam innych obdarzonych paranormalnymi mocami ludzi, również tych znanych już z poprzednich odcinków. Wkrótce członkowie tej grupy zaczynają po kolei ginąć. Rozpoczyna się konkurs, w którym z grupy „pupili” Azazela przeżyć musi tylko jeden. W końcu przy życiu zostaje Sam oraz Jake, który wykorzystując swoją moc atakuje Winchestera z zamiarem wygrania „konkursu”. W końcu przybywa z pomocą Dean oraz Bobby, przyjaciel rodziny, wspólnie udaje im się pokonać przeciwnika. Dobre zakończenie psuje jednak Jake, ostatkiem sił wbijający Samowi nóż w plecy. Winchester ginie na miejscu. Zrozpaczony z powodu straty brata Dean wzorem ojca podpisuje pakt z demonem, za życie Sama ofiaruje swoją duszę – pozostaje mu rok życia. Sam zaraz po obudzeniu się chce wyruszyć na poszukiwania demona. Wkrótce bracia i ich przyjaciele wpadają na trop starego cmentarza chronionego przed demonami olbrzymią pułapką. Azazel będąc demonem nie może wejść na teren cmentarza, więc posyła tam Jake’a, przy pomocy znanego już z pierwszej części Colta otwiera wrota piekieł. Na świat wydostają się setki demonów oraz dusza Johna Winchestera, na szczęście nasza grupa łowców zamyka wrota, a Dean zabija przy pomocy Colta Żółtookiego Demona.

### Trzeci sezon
Trzeci sezon krąży wokół próby złamania paktu Deana z demonem. Bracia szybko znajdują kogoś kto chce im w tym pomóc; jest to Ruby – demonica-renegat która z nieznanych powodów postanawia wspierać braci w walce z armią Lilith, przywódczyni demonów, które wydostały się z otchłani piekieł. Ruby (dzięki swojemu nożowi podobnemu w działaniu do wiekowego Colta) swoje dobre zamiary udowadnia wielokrotnie ratując Winchesterów z opresji. Bracia natrafiają również parokrotnie na Bellę Talbot, Angielkę handlującą przedmiotami obdarzonymi paranormalnymi mocami. Bella wkrótce kradnie Deanowi Colta, okazuje się bowiem że Bella podobnie jak Dean zawarła pakt z demonem, który teraz za unieważnienie ich porozumienia zażądał pistoletu oraz zabicia Sama (to drugie Belli się nie udaje i wkrótce za karę umiera). Pomimo straty Colta dzięki Belli Dean dowiedział się jaki demon jest strażnikiem jego paktu – okazuje się nim być sama Lilith kryjąca się pod postacią małej dziewczynki. Ponadto potężna demonica każe swoim podwładnym zamordować Sama – widzi w nim konkurenta do roli swego rodzaju „antychrysta”. W końcu na dwa dni przed wypełnieniem się paktu, Bobby namierza Lilith. Cała trójka postanawia udać się do Indiany, wiedząc, że zabicie Lilith unieważni pakt. Ponieważ jednak nie posiadają już legendarnego Colta, postanawiają poprosić Ruby, aby pomogła im dzięki swojemu nożowi. Ruby nie zgadza się jednak na plan Winchesterów, uważa go bowiem za zbyt ryzykowny. Dean kradnie jej nóż i bracia w końcu docierają do Indiany z zamiarem unicestwienia Lilith. Sytuacja jednak szybko się komplikuje – większość mieszkańców miasta została opętana przez demony broniące swojej pani. Na pomoc łowcom przybywa jednak ponownie Ruby, która wraz z Samem i Deanem dociera do domu Lilith. Okazuje się jednak, że w ciele dziewczynki nie zamieszkuje już demon. Wybija północ i Dean widzi ogary piekielne (znak, że pakt zaczyna się dopełniać). Szybko okazuje się, że towarzyszka Winchesterów nie jest prawdziwą Ruby – jest to Liith, która z łatwością obezwładnia Sama i Deana. Na tego drugiego napuszcza ogary piekielne i Dean ginie, dopełniwszy paktu. Z nieznanego powodu jednak Lilith nie jest w stanie zabić Sama, więc ratuje się ucieczką. Zdruzgotany Sam upewnia się, że jego brat nie żyje. Trzecia serię kończy scena udręczonego Deana, który uwięziony w piekle wykrzykuje imię swojego brata i błaga o pomoc.

### Czwarty sezon
W czwartym sezonie Dean zostaje przywrócony do życia przez anioły i sprowadzony przez jednego z nich – Castiela. Całość serii to ustawiczna walka o kolejne pieczęcie, których złamanie ma spowodować uwolnienie Lucyfera. Sprawę pogarsza fakt, że do otwarcia więzienia wystarczy jedynie 66 z 600 pieczęci. Na swojej drodze spotykają anioły, nie każdy z nich jest jednak tak skory do pomocy jak Castiel. Sam zaczyna używać swoich mocy, których siła zwiększa się dzięki piciu demonicznej krwi. Ukrywając to przed bratem, zostaje wciągany przez Ruby w coraz większe uzależnienie. Całą uwagę i nienawiść skupiają na zabiciu Lilith, która dowodzi demonami uwolnionymi z piekła w poprzedniej serii. W ostateczności wzmocnionemu krwią demonów Samowi udaje się zabić Lilith. Niestety okazuje się, że zabicie jej było ostatnią pieczęcią. Tym samym Sam rozpoczyna apokalipsę i przywraca Lucyfera do życia.

### Piąty sezon
W piątym sezonie akcja skupia się na walce z rozpętaną apokalipsą i powstrzymaniem Lucyfera. Bracia dowiadują się, że są wybranymi naczyniami, Sam dla Lucyfera, a Dean dla archanioła Michała. Jednakże obaj odmawiają przyjęcia ich do swoich ciał, odsuwając pojedynek szatana z archaniołem, który ma być uwieńczeniem nieuchronnej apokalipsy. Odmowa braci nie podoba się zarówno jednej, jak i drugiej stronie. Aniołowie stają się jeszcze mniej pomocni, w szczególności Zachariasz. Nieustanne poszukiwania sposobu na pokonanie Lucyfera prowadzą do nieba w poszukiwaniu Boga. Jednak Jego wola nie podoba się bohaterom. Na swojej drodze napotykają archanioła Gabriela, który wyjawia im, że istnieje sposób na powstrzymanie apokalipsy bez zniszczenia całego świata. Potrzebują do tego pierścieni czterech jeźdźców apokalipsy, które mogą znowu umieścić szatana w klatce. Po ich zdobyciu ustalają plan zaprowadzenia Lucyfera do jego więzienia w ciele Sama. Ten jednak nie daje rady nad nim zapanować. W przejętym naczyniu Lucyfer spotyka się z Michałem na miejscu bitwy. Zjawiają się tam także Dean, Castiel i Bobby. Odsyłają na moment archanioła, szatan jednak zabija Castiela, który utracił moce, a także Bobby’ego. Dean do końca próbuje dotrzeć do swojego brata i zostaje przy tym ciężko pobity. W końcu Samowi udaje się zapanować nad swoim ciałem. Otwiera więzienie i wskakuje tam razem z Michałem. Bóg wskrzesza Castiela, który ulecza Deana i przywraca do życia Bobby’ego. Na koniec Dean jedzie do swojej dziewczyny i zostaje u niej na kolacji. Pojawia się wtedy Sam, który stoi na ulicy przed domem i patrzy na nich... W międzyczasie prorok Chuck pisze historię auta Deana, opisuje ich szczęśliwe i smutne chwile. Mówi, że nic się nie kończy, uśmiecha się i znika.

### Szósty sezon
Szósty sezon rozpoczyna się rok po wydarzeniach z piątego Sezonu. Dean prowadzi szczęśliwe życie z Lisą i Benem. Sam powraca do świata żywych i sprzymierza się z Deanem, który próbuje pogodzić rolę łowcy z rolą głowy rodziny, ale w ostateczności porzuca Lisę i Bena na rzecz polowań z bratem. Sam pracuje z Samuelem w celu polowania i chwytania żywcem potworów Alpha (pierwszy z puli genowej), czyli pierwszych z gatunku. Castiel jest mało pomocny, gdyż jest zajęty wojna domową w niebie. Okaże się, że Samuel pracuje dla Crowleya, by ten przywrócił do życia jego córkę. Crowley chce, korzystając z Alf, znaleźć czyściec, w którym znajduje się ogromny zbiór dusz, które mają wielką moc. Crowley przywrócił Sama bez duszy i Dean prosi o pomoc Śmierć, Jeźdźca Apokalipsy, w odzyskaniu duszy brata. Śmierć stawia mur w umyśle Sama tak, aby nie pamiętał piekła. Okazuje się, że Castiel zawarł umowę z Crowleyem, w myśl której obydwaj otrzymują po połowie dusz z czyśćca. Deanowi nie podoba się pomysł i próbuje zatrzymać duet, anioła i króla piekła. Aby zatrzymać braci i Bobbyego, Castiel niszczy mur w głowie Sama. Castiela zdradza Crowley, który staje po stronie Raphaela i wykonuje rytuał, aby otworzyć drzwi do czyśćca. Rytuał nie udaje się, ponieważ Castiel podmienił słoje z krwią i sam odprawił rytuał, w wyniku którego ma dostęp do dusz z czyśćca i posiadł ogromną moc. Pozwala Crowleyowi uciec i zabija Raphaela. Kiedy Winchesterowie próbują namówić go do oddania dusz, odmawia, w wyniku czego Sam przebija go anielskim ostrzem. Broń nie rani Castiela, gdyż nie jest już aniołem, lecz nowym bogiem. Bracia Winchesterowie i Bobby muszą oddać mu pokłon, by przeżyć.

### Siódmy sezon
Castiel nie zabija Sama, Deana i Bobby’ego, ale ostrzega, aby nie wtrącali się w jego sprawy. Przyjmując swoją nową rolę Boga, stara się naprawić zło panujące na świecie. Bardzo szybko jednak dowiaduje się, że wchłonął oprócz dusz również Lewiatany. Sam i Dean pomagają Castielowi zwrócić dusze do czyśćca. Udaje im się to, ale Lewiatany zostały i Castiel znika wraz z nimi w jeziorze. Lewiatany przejmują ciała wielu osób na całym świecie. Bobby odkrywa w dość przypadkowy sposób, że lewiatany na krótką chwilę paraliżuje Borax (substancja zawarta w środkach czystości), ale w tym czasie można lewiatanowi odciąć głowę. Aby lewiatan nie mógł powrócić głowę należy pochować z daleka od ciała. Lecz ta substancja działa w słabszym stopniu na przywódcę lewiatanów Dicka Romana. Dickowi udaje się zabić Bobby’ego. Obsesją Deana staje się walka z lewiatanami. Ze zdziwieniem dowiaduje się, że lewiatany pomagają ludziom w walce z rakiem. Duch Bobby’ego potwierdza, że lewiatany leczą ludzi, ale mówi również, że jest to część ich wielkiego planu po wykonaniu, którego przejmą władzę nad światem a ludzie staną się ich spiżarnią. Za pomocą Castiela oraz proroka, który umie czytać „słowo Boże”. Sam i Dean dowiadują się, że jedynym sposobem na zabicie lewiatanów jest „Kość prawego śmiertelnika obmyta w krwi trzech upadłych”. Wyruszają na poszukiwanie składników. Ostatecznie Dean i Castiel zabijają Dicka, ale wskutek tego zostają przeniesieni do czyśćca, gdzie Castiel znika zostawiając Deana samego wśród stworów. Sam zostaje z Crowleyem, który po zreorganizowaniu władzy u lewiatanów ma silniejszą pozycję.

### Ósmy sezon
Ósmy Sezon rozpoczyna się rok po zakończeniu sezonu siódmego, od powrotu Deana z czyśćca w lesie około Maine. Wydostaje się z czyśćca dzięki współpracy z wampirem. Stwierdza z zaskoczeniem, że Sam go nie szukał i zaczął prowadzić normalne życie z nowo poznaną kobietą porzucając przy tym Kevina i wszystko, co związane z życiem łowcy. Postanawiają odnaleźć Kevina (o ile jeszcze żyje). Spotykają się z Garthem, który przejął obowiązki Bobby’ego, z czego bracia są niezadowoleni. Kevinowi udaje się uciec Crowleyowi, spotyka się z braćmi i informuje ich o słowie bożym dzięki któremu można zamknąć bramy piekła na dobre. Sam, Dean i Kevin zmuszeni są wziąć udział w aukcji o tabliczkę ze słowem bożym, w wyniku której Crowley zdobywa tabliczkę, a Kevin ucieka od braci. Castielowi udaje się uciec z czyśćca (ale nie wyjaśnia w jaki sposób) i oznajmia braciom, że chce zostać łowcą aby ratować ludzi. Kevin przez dłuższy czas ukrywa się na łodzi Gartha i zajmuje się odczytaniem połówki tabliczki którą udało im się zdobyć. Gdy w końcu ją odczytuje oznajmia braciom, że aby zamknąć bramy piekieł trzeba wykonać trzy próby. Jednak odszyfrował jedynie pierwszą. Bracia postanawiają wykonać pierwszą próbę i zaczekać na następne. Według planu Dean ma wykonać wszystkie próby jednak staje się inaczej. Po wykonaniu każdej z prób Sam staje się coraz słabszy i braciom jest coraz trudniej razem stawiać czoła potworom. Sam i Dean spotykają skrybę Boga, który uciekł i schował się na ziemi aby żyć w spokoju. Metatron razem z Castielem postanawiają zamknąć niebo, dzięki wiedzy Metatrona, który sam spisał wszystkie tabliczki i zna próby potrzebne do ich zamknięcia. Crowley, aby powstrzymać braci przed zamknięciem bram piekła, zaczyna zabijać wszystkich uratowanych przez nich ludzi. Chce zawrzeć umowę, w imię której nie będą próbowali zamknąć piekła, a on nie zabije ludzi, których uratowali. Jednak podczas spotkania Crowley zostaje uwięziony przez braci, i staje się narzędziem do wykonania trzeciej próby „Uleczenia duszy demona”. Gdy Sam jest blisko zakończenia próby Dean i Castiel dowiadują się, że próby go zabiją, a Metatron jest kłamcą i wcale nie chce zamknąć nieba, lecz wygnać z niego anioły. Sezon kończy się widokiem spadających Aniołów.

### Dziewiąty sezon
Zaraz po upadku aniołów spowodowanym zamknięciem bram nieba przez Metatrona, Sam zapada w śpiączkę z powodu Prób do zamknięcia bram Piekła, a Castiel został pozbawiony mocy (odebrano mu anielską łaskę). Zdesperowany Dean szuka pomocy i natrafia anioła o imieniu Ezekiel, który mówi mu, że jedyną opcją uleczenia Sama jest opętanie go przez anioła. Starszy Winchester zgadza się i Ezekiel podstępem opętuje Sama. Razem z Kevinem i Crowleyem (którego mają pod władzą) starają się znaleźć sposób na powrót aniołów do nieba i powstrzymanie Abaddon, która stara się objąć władzę w piekle podczas nieobecności Crowleya. Castiel musi uciekać od tysięcy aniołów, które obwiniają go za całą sytuację, zmuszony jest do prowadzenia ludzkiego życia. Z czasem, Sam zaczyna zauważać, że coś jest nie tak. Dean chce wyznać prawdę bratu, lecz anioł mu zabrania. Metatron powraca na Ziemie i wyznaje, że Ezekiel poległ w walce długi czas temu. Na jaw wychodzi to, że aniołem opętującym Sama tak naprawdę jest Gadreel – wybraniec Boga, obrońca ogrodu Eden, który wpuścił Lucyfera do Raju i za karę został zesłany do najgłębszych jaskiń nieba, na całą wieczność. Metatron rozpoczyna współpracę z Gadreelem mającą na celu odbudowanie nieba na nowo i stworzenia nowej, wyselekcjonowanej armii. Zaniepokojony Dean chce wyznać prawdę Samowi, lecz Gadreel obejmuje władzę nad Samem i ucieka. Dean i Castiel łączą siły i wypędzają Gadreela z ciała Sama. Crowley oferując swoją pomoc, oczekiwał wolności po udanej akcji. Sam obwinia się za śmierć Kevina i relacje braci pogarszają się. Kiedy Castiel zajęty jest znalezieniem Metatrona i pokonaniem buntu, Dean znajduje trop na temat pokonania Abaddon. Crowley pomaga Winchesterowi i razem dowiadują się, że jedynym sposobem na pokonanie demona jest Pierwsze Ostrze, należące do Kaina. Kain zabijając Abla stał się pierwszym Księciem Piekła. Pierwsze Ostrze jest bezużyteczne bez Znamienia Kaina. Dean, nie myśląc o konsekwencjach przejmuje Znamię od Kaina. Castiel, oraz anioły po jego stronie muszą zmierzyć się z oddziałami aniołów Bartholomewa. Po pewnym czasie, Gadreel postanawia dołączyć do Castiela i wydaje Metatrona. W finałowych odcinkach sezonu, Sam coraz bardziej martwi się o Deana i skutki uboczne posiadania Znamienia Kaina. Metatron łapie Castiela i więzi go. Dean przegrywa w walce z Metatronem i jego serce zostaje przebite anielskim ostrzem. Sam przybiega do brata, a on umiera mu na rękach. Sam próbuje przekonać Crowleya, aby wskrzesił Deana, lecz on zjawia się w bunkrze i daje do rąk Deana Pierwsze Ostrze. Znamię Kaina nie pozwala umrzeć osobie, która go posiada – Dean otwiera oczy jako demon.

### Dziesiąty sezon
Sezon rozpoczyna się od poszukiwań Deana przez Sama. Dean jako demon spędza większość czasu w barach, grając i pijąc razem z Crowleyem. Nie tylko Sam poszukuje Deana, Cole Trenton, także poszukuje Winchestera, ponieważ chce, aby odpłacił za to, że zabił jego ojca. W międzyczasie Castiel razem z Hannah podążają tropem Metatronem, lecz nie jest łatwo, ponieważ jego anielska łaska zaczyna słabnąć. Sam dowiaduje się, że Dean jest demonem z powodu Znamienia i znajduje starszego Winchestera. Tak samo Cole – między nim a Deanem dochodzi do bójki, w której Dean prawie go zabija. Sam zabiera brata do bunkru, gdzie stara się go uleczyć. Przy pomocy Castiela, Samowi udaje się uleczyć Deana i zostaje ponownie człowiekiem. Poznajemy w tym sezonie bardzo potężną czarownicę o imieniu Rowena. Okazuje się, że wiedźma jest matką Crowleya. Znamię Kaina zaczyna znowu źle działać na Deana, co jeszcze bardziej martwi Sama i Castiela. Kiedy Rowena wyjaśnia, że Znamię jest jedynie klątwą i można je usunąć – Winchesterowie zaczynają poszukiwania sposobu na pozbycie się klątwy. Zaangażowana w poszukiwania Charlie kradnie Księgę Potępionych należącą do rodziny Styne. W księdze znajdowały się wyjątkowo trudne i zaawansowane zaklęcia, lecz były one zakodowane. Sam i Castiel w tajemnicy przed Deanem łączą siły razem z Roweną i Charlie, aby rozkodować Księgę. W międzyczasie Dean pozbawiony nadziei znajduje inny sposób. Zaklęcie, którego Rowena używa do zdjęcia Znamienia z przedramienia Deana, wiąże się z uwolnieniem Ciemności, która jest przywiązana do Znamienia. Kiedy Rowena wykonuje zaklęcie, a Znamię znika – Ciemność dostaje się na wolność.

## Obsada
Główne role
- Jensen Ackles jako Dean Winchester
- Jared Padalecki jako Sam Winchester
- Misha Collins jako Castiel

Anioły i Upadłe Anioły
- Robert Wisdom jako Uriel
- Julie McNiven jako Anna Milton
- Kurt Fuller jako Zachariasz
- Mark Pellegrino jako Lucyfer
- Richard Speight jako Gabriel
- Matthew Cohen jako Michał [I]
- Jake Abel jako Michał [II]
- Christian Keyes jako Michał [III]
- Demore Barnes jako Rafał [I]
- Lanette Ware jako Rafał [II]
- Sebastian Roche jako Baltazar
- Tahmoh Penikett jako Ezekiel/Gadreel
- Curtis Armstrong jako Metatron
- Erica Caroll jako Hannah
- Alexander Calvert jako Jack (Nefilim)

Łowcy
- Chad Lindberg jako Ash
- Alona Tal jako Joanna Beth „Jo” Harvelle
- Sterling K. Brown jako Gordon Walker
- Samantha Smith jako Mary Winchester
- Amy Gumenick jako młoda Mary Campbel (Winchester)
- Samantha Ferris jako Ellen Harvelle
- Jeffrey Dean Morgan jako John Winchester
- Matt Cohen jako młody John Winchester
- Jim Beaver jako Bobby Singer
- Steven Williams jako Rufus Turner
- DJ Qualls jako Garth
- Kathryn Newton jako Claire Novak

Demony
- Katie Cassidy jako demon Ruby (III seria)
- Genevieve Cortese jako demon Ruby (IV seria)
- Anna Williams jako demon Ruby (sekretarka)
- Michelle Hewitt-Williams jako demon Ruby (sprzątaczka)
- Sebastian Spence jako syn Azazela
- Jeannette Sousa jako demon z rozdroża [I]
- Ona Grauer jako demon z rozdroża [II]
- Sandra McCoy jako demon z rozdroża [III]
- Drew Nelson jako demon z rozdroża [IV]
- Rachel Pattee jako demon Lilith [I]
- Sierra McCormick jako demon Lilith [II]
- Katie Cassidy jako demon Lilith [III]
- Katherine Boecher jako demon Lilith [IV]
- Nicki Lynn Aycox jako Meg Masters [I]
- Rachel Miner jako Meg Masters [II]
- Fredric Lehne jako Azazel
- Rob LaBelle jako Azazel [Ksiądz Lehne]
- Josh Daugherty jako Zazdrość
- C. Ernst Harth jako Lenistwo
- Katya Virshilas jako Nieczystość
- Michael Rogers jako Obżarstwo
- Gardiner Millar jako Gniew
- Ben Cotton jako Pycha
- Tiara Sorensen jako Chciwość
- Mark Rolston jako Alastair [I]
- Christopher Heyerdahl jako Alastair [II]
- Mark Sheppard jako Crowley
- Alaina Huffman jako Abaddon

Dzieci Azazela
- Richard DeKlerk jako Scott Carey
- Gabriel Tigerman jako Andrew Gallagher
- Jessica Harmon jako Lily
- Brendan Fletcher jako Max Miller
- Aldis Hodge jako Jake Talley
- Elias Toufexis jako Ansem Weems
- Katharine Isabelle jako Ava Wilson

Potwory
- Richard Speight jako Mistyfikator
- Sarah Shahi jako kobieta w Bieli
- Jovanna Huguet jako Krwawa Mary
- Norman Armour jako dr Sanford Ellicott
- Mike Carpenter jako strach na wróble
- Nicholas Harrison jako Mordecai Murdoch
- Jeannie Epper jako Shtriga
- Warren Christie jako wampir Luther
- Conchita Campbell jako Meggie
- Leela Savasta jako zombie Lindsey
- Stephen Aberle jako H. H. Holmes
- David Monahan jako ojciec Gregory
- Winston Rekert jako Jonay Greeley
- Emmanuelle Vaugier jako wilkołak Madison
- Tom O’Brien jako Crocotta
- Billy Drago jako doktor Benton
- Dameon Clarke jako Rugaru
- Chris Baker jako syrena
- Lindsey McKeon jako kosiarz Tessa

Inni
- Lauren Cohan jako Bela Talbot
- Matreya Fedor jako Tyler Thompson
- Loretta Devine jako Missouri Moseley
- Charles Malik Whitfield jako agent FBI Victor Henricksen
- Adrianne Palicki jako Jessica Lee Moore
- Christie Laing jako Taylor
- Travis Wester jako Harry Spangler
- A.J. Buckley jako Ed Zeddmore
- Jake Abel jako Adam Kate Milligan
- Rob Benedict jako Chuck Shurley
- Felicia Day jako Charlie Bradbury
- Gil McKinney jako Henry Winchester
- Osric Chau jako Kevin Tran
- Kim Rhodes jako szeryf Jody Millis
- Briana Buckmaster jako szeryf Donna Handscum
- Katherine Ramdeen jako Alex Jones
- Clark Backo jako Patience Turner
- Ruth Connell jako Rowena MacLeod

## Lista odcinków
| Sezon | Sezon | Odcinki | Odcinki             | Pierwsza emisja      | Pierwsza emisja  | Pierwsza emisja | Pierwsza emisja   | Pierwsza emisja  | Pierwsza emisja           |
| Sezon | Sezon | Odcinki | Odcinki             | Premiera sezonu      | Finał sezonu     | Dystrybucja     | Premiera sezonu   | Finał sezonu     | Dystrybucja               |
| ----- | ----- | ------- | ------------------- | -------------------- | ---------------- | --------------- | ----------------- | ---------------- | ------------------------- |
|       | 1     | 22      | 22                  | 13 września 2005     | 4 maja 2006      | The WB          | 20 listopada 2006 | 10 września 2007 | TVN                       |
|       | 2     | 22      | 22                  | 28 sierpnia 2006     | 17 maja 2007     | The CW          | 6 września 2007   | 12 lutego 2008   | TVN7                      |
|       | 3     | 16      | 16                  | 4 października 2007  | 15 maja 2008     | The CW          | 11 maja 2009      | 1 czerwca 2009   | TVN7                      |
|       | 4     | 22      | 22                  | 18 września 2008     | 14 maja 2009     | The CW          | 12 lutego 2010    | 9 lipca 2010     | TVN7                      |
|       | 5     | 22      | 22                  | 10 września 2009     | 13 maja 2010     | The CW          | 14 września 2017  | 19 lutego 2018   | TVN7                      |
|       | 6     | 22      | 22                  | 24 września 2010     | 20 maja 2011     | The CW          | 15 grudnia 2019   | 15 grudnia 2019  | Amazon Prime Video Polska |
|       | 7     | 23      | 23                  | 23 września 2011     | 18 maja 2012     | The CW          | 15 grudnia 2019   | 15 grudnia 2019  | Amazon Prime Video Polska |
|       | 8     | 23      | 23                  | 3 października 2012  | 15 maja 2013     | The CW          | 15 grudnia 2019   | 15 grudnia 2019  | Amazon Prime Video Polska |
|       | 9     | 23      | 23                  | 8 października 2013  | 20 maja 2014     | The CW          | 15 grudnia 2019   | 15 grudnia 2019  | Amazon Prime Video Polska |
|       | 10    | 23      | 23                  | 7 października 2014  | 20 maja 2015     | The CW          | 15 grudnia 2019   | 15 grudnia 2019  | Amazon Prime Video Polska |
|       | 11    | 23      | 23                  | 7 października 2015  | 25 maja 2016     | The CW          | 15 grudnia 2019   | 15 grudnia 2019  | Amazon Prime Video Polska |
|       | 12    | 23      | 23                  | 13 października 2016 | 18 maja 2017     | The CW          | 15 grudnia 2019   | 15 grudnia 2019  | Amazon Prime Video Polska |
|       | 13    | 23      | 23                  | 12 października 2017 | 18 maja 2018     | The CW          | 15 grudnia 2019   | 15 grudnia 2019  | Amazon Prime Video Polska |
|       | 14    | 20      | 20                  | 11 października 2018 | 26 kwietnia 2019 | The CW          | 15 grudnia 2019   | 15 grudnia 2019  | Amazon Prime Video Polska |
|       | 15    | 20      | 13                  | 10 października 2019 | 23 marca 2020    | The CW          | 15 lipca 2020     | 15 lipca 2020    | Amazon Prime Video Polska |
| 7     | 15    | 20      | 8 października 2020 | 19 listopada 2020    | 16 grudnia 2020  | 16 grudnia 2020 |                   |                  | Amazon Prime Video Polska |

## Kontynuacje

### Ghostfacers(Poskramiacze duchów[c])
Rosnąca popularność postaci „amatorskich łowców duchów” – Eda Zeddmore’a i Harry’ego Spanglera zachęciły Kripke do napisania spin-offu z ich udziałem. Po przedyskutowaniu pomysłu z odtwórcami ról tych postaci – A.J. Buckleyem oraz Travisem Westerem, oraz udanym spotkaniem z przedstawicielami stacji, Kripke na konwencie Comic-Con w San Diego w 2008 roku ogłosił oficjalnie plan wyprodukowania nowej serii spin-off. Jednak w związku z programem oszczędnościowym stacji telewizyjnej produkcja serialu opóźniła się – wystartowała dopiero w 2009 roku. Seria miała swoją premierę 15 kwietnia 2010 na oficjalnej stronie telewizji CW oraz na thewb.com.
Serial został wyprodukowany przez Wonderland Sound and Vision w porozumieniu ze Studio 2.0 oraz Space Zombie Films. Producentami wykonawczymi byli McG, Peter Johnson, Jeff Grosvenor, Eric Kripke oraz Phil Sgriccia, a producentami zostali Patrick J. Doody oraz Chris Valenziano, którzy również wspólnie z aktorami Buckleyem i Westerem napisali scenariusz do serialu.
Seria ma format trzyminutowych odcinków, których w sumie nakręcono dziesięć. Ponieważ każdy odcinek musiał być osobną całością i jednocześnie zachować ciągłość opowieści, zdecydowano się na przystępny w realizacji, komediowy charakter serii. Pomimo początkowego pomysłu Kripke’a by zaangażować ekipę w badanie prawdziwych nawiedzonych domów seria skupia się na jednym śledztwie, prowadzonym przez Poskramiaczy duchów w nawiedzonym teatrze. W serii występuje również Brittany Ishibashi jako Maggie, Austin Basis jako Spruce oraz Kelly Carlson jako duch aktorki Janet.
Seria Ghostfacers została później dołączona do wydania na DVD i Blu-ray 5. serii Nie z tego świata.
23 października 2011 roku A.J. Buckley umieścił na swoim koncie Twitter link do specjalnego webisodu w którym Poskramiacze duchów spotykają Castiela. Odcinek ten po raz pierwszy został pokazany na konwencie Hell Hounds 2009.

### Supernatural: The Animation
9 czerwca 2010 na oficjalnej japońskiej stronie internetowej wytwórni Warner Bros. pojawiła się zapowiedź animowanej wersji serialu, która została zatytułowana Supernatural: The Animation (jap. スーパーナチュラル・ザ・アニメーション). Anime to zostało wyprodukowane przez japońskie studio Madhouse i miało swoją premierę w Japonii w styczniu 2011 roku. Reżyserami serii animowanej są Shigeyuki Miya oraz Atsuko Ishizuka, Kripke jest podpisany jak twórca serii. Jeden z założycieli Madhouse – Masao Maruyama jest producentem wykonawczym, Naoya Takayama jest odpowiedzialna za scenariusz, a Takahiro Yoshimatsu za projekt postaci. Yuuya Uchida i Hiroki Touchi podkładają głos Samowi i Deanowi w japońskiej wersji dubbingu, zarówno w anime, jak i wersji aktorskiej.
Seria ta ma 22 odcinki, a jej fabuła pokrywa się z tą przedstawioną w pierwszych dwóch seriach wersji live-action, zawiera również dodatkowe sceny rozwijające wątki związane z dzieciństwem głównych bohaterów oraz wątki bohaterów drugoplanowych. Odcinki serii zostały wydane przez Warner Home Video na Blu-ray i DVD w okresie 12 stycznia – 6 kwietnia 2011 w Japonii, a w Ameryce północnej cały zestaw został wydany 26 lipca 2011.
W angielskiej wersji dźwiękowej Samowi podkłada głos Jared Padalecki, jednakże Deanowi przez pierwsze 20 odcinków głos podkłada Andrew Farrar, Jensen Ackles robi to tylko w dwóch ostatnich odcinkach serii z powodu posiadania innych zobowiązań w czasie nagrań.

### Samuel Colt
Podczas produkcji trzeciej serii serialu Nie z tego świata Kripke sugerował, że scenarzyści rozważają stworzenie prequela dla serialu. Akcja tego spin-offu miałaby dziać się na Dzikim Zachodzie i skupiać się na postaci Samuela Colta oraz innych łowców jego czasów. Seria ta jednak nigdy nie została zrealizowana.

### Bloodlines
W trakcie produkcji serii dziewiątej planowane było stworzenie kolejnego spin-offu dla serialu, a za jego potencjalnego pilota miał służyć odcinek 20 pod tytułem Bloodlines. Jednakże stacja telewizyjna ostatecznie nie zdecydowała się na podjęcie projektu.

### Wayward Sisters
Po nieudanych próbach produkcji potencjalnych sequelów, w czerwcu 2017 roku zapowiedziano stworzenie kolejnego spin-offu pod tytułem Wayward Sisters, w którym zobaczymy m.in. Kim Rhodes w roli głównej. Miał on opowiadać o życiu Jody i grupce młodych kobiet takich jak: Claire Novak, Alex Jones, Patience Turner czy Kaia Nieves, które zostały pozbawione normalnego życia, przez nadnaturalne wydarzenia, które je dotknęły. Z pomocą przyjdzie także szeryf Donna Handscum, która wesprze Jody w opiece nad dziewczynami. Pilot miał zadebiutować jako dziesiąty odcinek 13 serii, o tej samej nazwie – „Wayward Sisters”, jednak stacja The CW wycofała się z projektu.

## Nagrody i nominacje

### Leo Awards
| rok  | odbiorca                                                                        | kategoria                                                                                   | rezultat  | przypisy      |
| ---- | ------------------------------------------------------------------------------- | ------------------------------------------------------------------------------------------- | --------- | ------------- |
| 2008 | Jessica Harmon                                                                  | Najlepszy kobiecy występ gościnny w serialu dramatycznym (za All Hell Breaks Loose, Part 1) | Nominacja | [ 42 ]        |
| 2009 | Mandy Playdon                                                                   | Najlepszy kobiecy występ gościnny w serialu dramatycznym (za Family Remains)                | Nominacja | [ 43 ]        |
| 2011 | Ivan Hayden, Grant Lindsay                                                      | Najlepsze efekty specjalne w serialu dramatycznym (za Hammer of the Gods)                   | Wygrana   | [ 44 ] [ 45 ] |
| 2011 | Matt Frewer                                                                     | Najlepszy męski występ gościnny w serialu dramatycznym (za Two Minutes to Midnight)         | Nominacja | [ 44 ] [ 45 ] |
| 2012 | Ivan Hayden, Grant Lindsay                                                      | Najlepsze efekty specjalne w serialu dramatycznym (za Meet the New Boss)                    | Nominacja | [ 46 ]        |
| 2013 | Patricia Hargreaves                                                             | Najlepsze kostiumy w serialu dramatycznym (za Of Grave Importance)                          | Nominacja | [ 47 ]        |
| 2014 | Mark Meloche, Grant Lindsay, Christopher Richardson, Trevor Chong, Kevin Genzel | Najlepsze efekty specjalne w serialu dramatycznym (za Sacrifice)                            | Wygrana   | [ 48 ]        |

### People’s Choice Award
| rok  | odbiorca                                      | kategoria                               | rezultat  | przypisy |
| ---- | --------------------------------------------- | --------------------------------------- | --------- | -------- |
| 2009 | Supernatural                                  | Ulubiony serial Sci-Fi/Fantasy          | Nominacja | [ 49 ]   |
| 2010 | Supernatural                                  | Ulubiony serial Sci-Fi/Fantasy          | Wygrana   | [ 50 ]   |
| 2011 | Supernatural                                  | Ulubiony serial Sci-Fi/Fantasy          | Nominacja | [ 51 ]   |
| 2012 | Supernatural                                  | Ulubiony dramat telewizyjny             | Wygrana   | [ 52 ]   |
| 2012 | Supernatural                                  | Ulubiony serial Sci-Fi/Fantasy          | Wygrana   | [ 52 ]   |
| 2013 | Supernatural                                  | Ulubiony serial Sci-Fi/Fantasy          | Wygrana   | [ 53 ]   |
| 2013 | Supernatural                                  | Ulubiony TV Fan Following               | Wygrana   | [ 53 ]   |
| 2013 | Jared Padalecki                               | Ulubiony aktor w serialu dramatycznym   | Nominacja | [ 53 ]   |
| 2013 | Jensen Ackles                                 | Ulubiony aktor w serialu dramatycznym   | Nominacja | [ 53 ]   |
| 2014 | Supernatural                                  | Ulubiony serial Sci-Fi/Fantasy          | Nominacja | [ 54 ]   |
| 2014 | Jared Padalecki, Jensen Ackles, Misha Collins | Ulubiona przyjaźń braterska             | Wygrana   | [ 54 ]   |
| 2014 | Jared Padalecki                               | Ulubiony aktor w serialu Sci-Fi/Fantasy | Nominacja | [ 54 ]   |
| 2014 | Jensen Ackles                                 | Ulubiony aktor w serialu Sci-Fi/Fantasy | Nominacja | [ 54 ]   |
| 2015 | Supernatural                                  | Ulubiony serial Sci-Fi/Fantasy          | Nominacja | [ 55 ]   |
| 2015 | Jared Padalecki                               | Ulubiony aktor w serialu Sci-Fi/Fantasy | Nominacja | [ 55 ]   |
| 2015 | Jensen Ackles                                 | Ulubiony aktor w serialu Sci-Fi/Fantasy | Nominacja | [ 55 ]   |
| 2015 | Misha Collins                                 | Ulubiony aktor w serialu Sci-Fi/Fantasy | Wygrana   | [ 55 ]   |
| 2015 | Jared Padalecki i Jensen Ackles               | Ulubiony duet telewizyjny               | Nominacja | [ 55 ]   |
| 2016 | Supernatural                                  | Ulubiony serial Sci-Fi/Fantasy          | Nominacja |          |
| 2016 | Jensen Ackles                                 | Ulubiony aktor w serialu Sci-Fi/Fantasy | Wygrana   |          |
| 2016 | Misha Collins                                 | Ulubiony aktor w serialu Sci-Fi/Fantasy | Nominacja |          |
| 2017 | Supernatural                                  | Ulubiony serial Sci-Fi/Fantasy          | Wygrana   |          |
| 2017 | Jensen Ackles                                 | Ulubiony aktor w serialu Sci-Fi/Fantasy | Nominacja |          |

### Young Artist Awards
| rok  | odbiorca          | kategoria                                                                             | rezultat  | przypisy |
| ---- | ----------------- | ------------------------------------------------------------------------------------- | --------- | -------- |
| 2007 | Colby Paul        | najlepszy występ gościnny młodego artysty w serialu (komediowym lub dramatycznym)     | Nominacja | [ 56 ]   |
| 2008 | Nicholas Elia     | najlepszy występ gościnny młodego artysty w serialu (za odcinek The Kids Are Alright) | Nominacja | [ 57 ]   |
| 2008 | Conchita Campbell | najlepszy występ gościnny młodej artystki w serialu (za odcinek Playthings)           | Nominacja | [ 57 ]   |
| 2009 | Nicole Leduc      | najlepszy występ gościnny młodej artystki w serialu                                   | Wygrana   | [ 58 ]   |
| 2010 | Colin Ford        | najlepszy występ młodego artysty w serialu (wiek 13 i mniej)                          | Wygrana   | [ 59 ]   |
| 2010 | Cainan Wiebe      | najlepszy występ gościnny młodego artysty w serialu (wiek 13 i mniej)                 | Nominacja | [ 59 ]   |
| 2010 | Dalila Bela       | najlepszy występ gościnny młodej artystki w serialu                                   | Nominacja | [ 59 ]   |
| 2011 | Adom Osei         | najlepszy występ gościnny młodego artysty w serialu (wiek 11-13)                      | Nominacja | [ 60 ]   |

### Ewwy Award
| rok  | odbiorca      | kategoria                              | rezultat | przypisy |
| ---- | ------------- | -------------------------------------- | -------- | -------- |
| 2008 | Jensen Ackles | Najlepszy aktor w serialu dramatycznym | Wygrana  | [ 61 ]   |
| 2010 | Jensen Ackles | Najlepszy aktor w serialu dramatycznym | Wygrana  | [ 62 ]   |

Serial był również nominowany do wielu innych nagród. Był dwunastokrotnie nominowany do nagrody Teen Choice Awards w kategoriach serial science-fiction oraz aktor z serialu science-fiction dla Jareda Padaleckiego i Jensena Acklesa, lecz nie zdobył żadnej z nich. Był również siedmiokrotnie nominowany do nagrody Saturna w kategorii najlepszy serial telewizyjny czy pięciokrotnie do Rondo Hatton Classic Horror Awards. Serial został również trzykrotnie nominowany do GLAAD Media Awards w kategorii odcinek serialu w którym nie występuje regularnie bohater homoseksualny za odcinki Ghostfacers The Real Ghostbusters oraz LARP and the Real Girl. Serial był także nominowany trzykrotnie do Nagrody Emmy.